# Samarka (Ukraina)
Samarka (ukr. Самарка) – wieś na Ukrainie, w obwodzie odeskim, w rejonie podolskim, w hromadzie Okny. W 2001 liczyła 52 mieszkańców.